# Manuel Mannironi
Manuel Mannironi (Roma, 10 settembre 1999) è un sollevatore italiano.

## Carriera
Nipote di Sebastiano Mannironi, Manuel Mannironi ha vinto la medaglia d'argento ai campionati italiani juniores 2017 di Pesistica Olimpica, organizzate dalla FIPE, piazzandosi dietro Antonio Indoviglia. Nell'anno successivo, conquista il terzo posto nell'edizione organizzata a Courmayeur. Nel 2019 ai campionati nazionali juniores è di nuovo medaglia d'argento, piazzandosi alle spalle di Indoviglia nella categoria 67 kg.
Nel 2014 ha partecipato ai campionati europei giovanili organizzati a Ciechanów, piazzandosi in tredicesima posizione nei 50 kg. Nell'edizione 2016 svoltasi a Nowy Tomyśl conquista la decima posizione nei 62 kg.